# Evangelický kostel (Nosislav)
Evangelický kostel v městysu Nosislav v okrese Brno-venkov se nachází na rozhraní ulic Masarykovy a Komenského. Od roku 1993 je chráněn jako kulturní památka České republiky. Působí zde nosislavský farní sbor.

## Historie
Základní kámen novorománského kostela v Nosislavi byl položen 15. října 1872, stavba podle plánů Františka Schmoranze byla dokončena v roce 1876, vysvěcen byl 8. října toho roku. Jedná se o trojlodní síňový chrám s polygonálním kněžištěm a průčelní věží v ose kostela. Po jeho vybudování byla zbořena původní toleranční modlitebna.

## Galerie

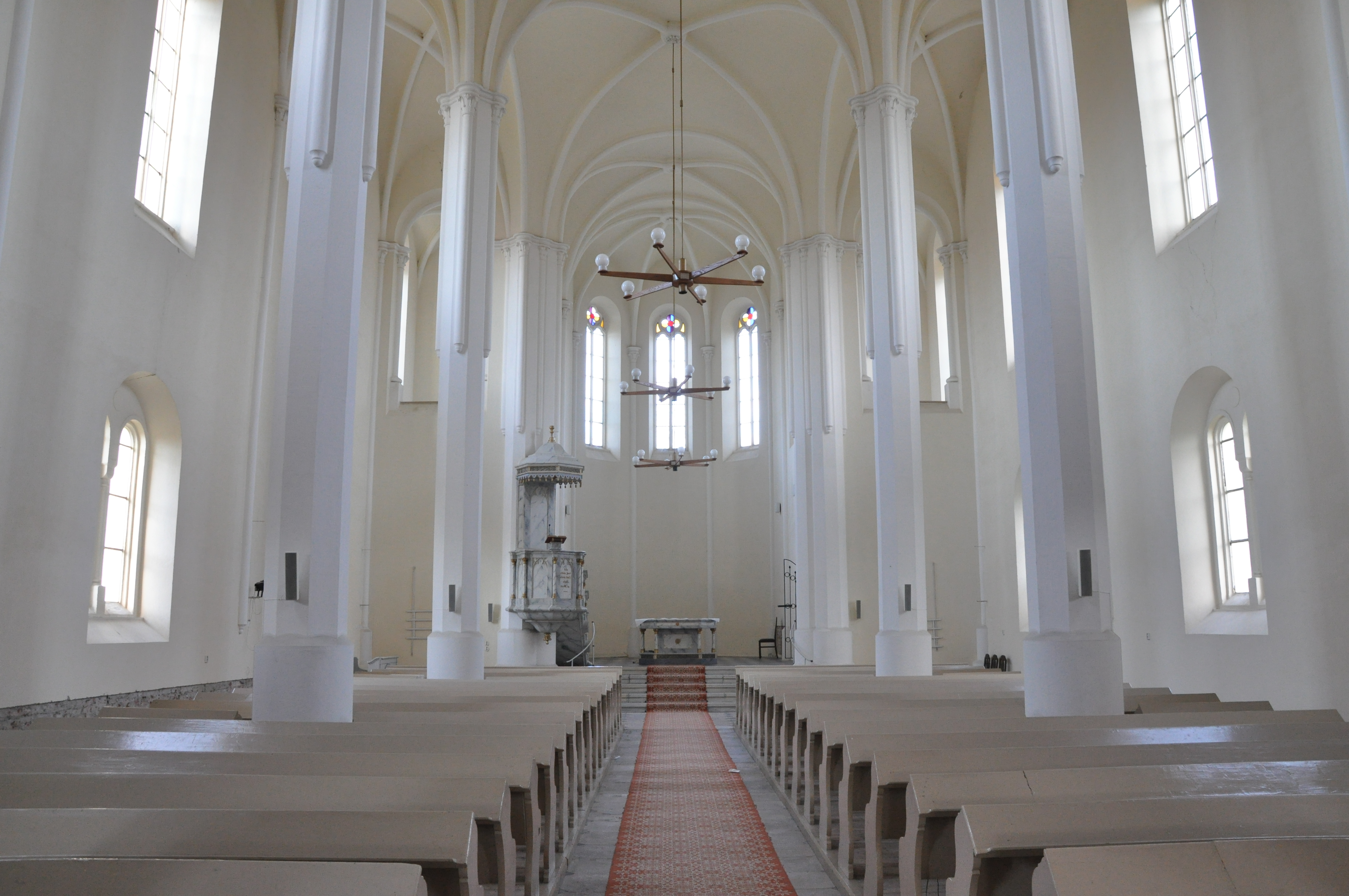
Interiér kostela
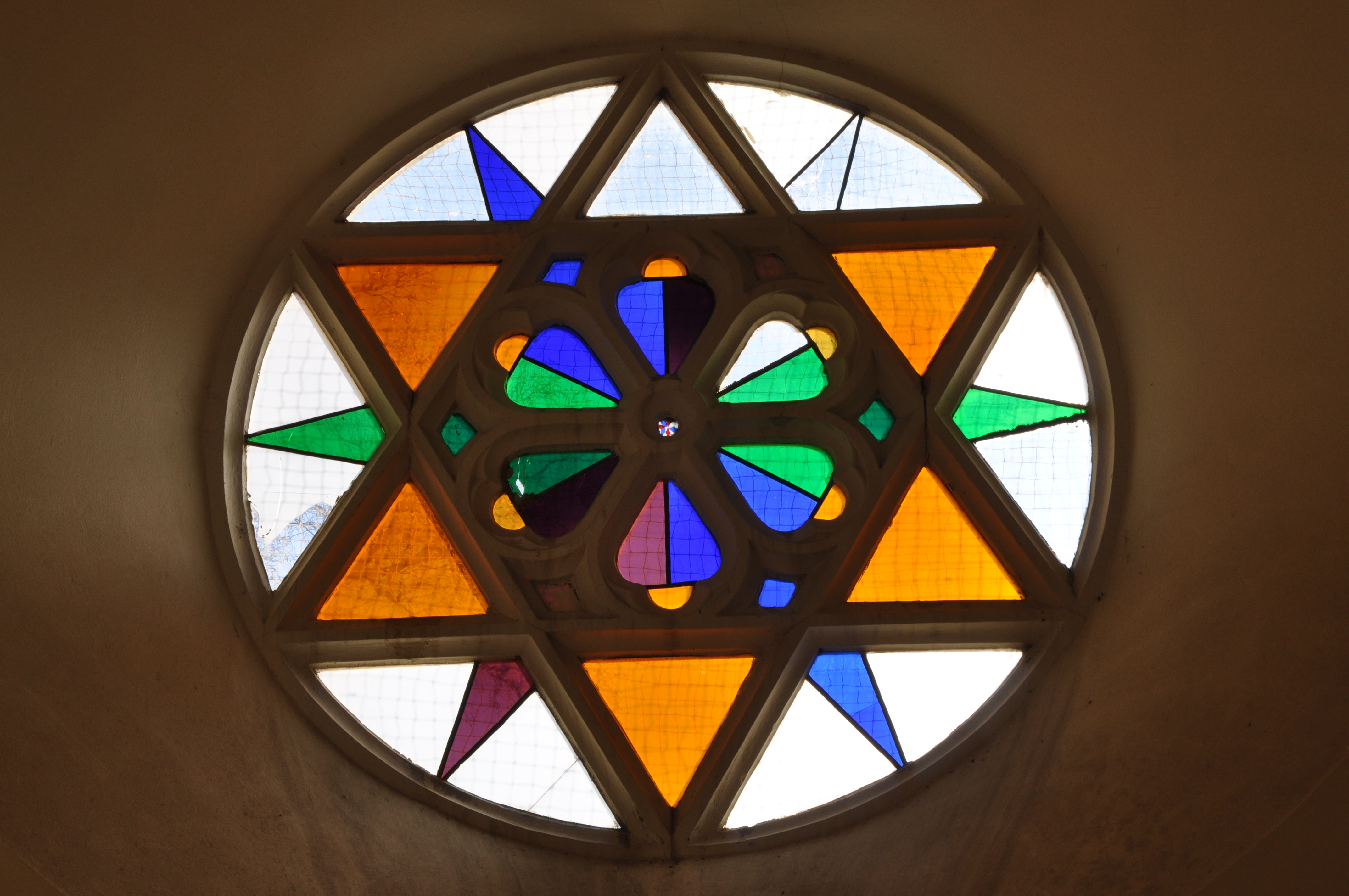
Rozeta nad vstupním portálem
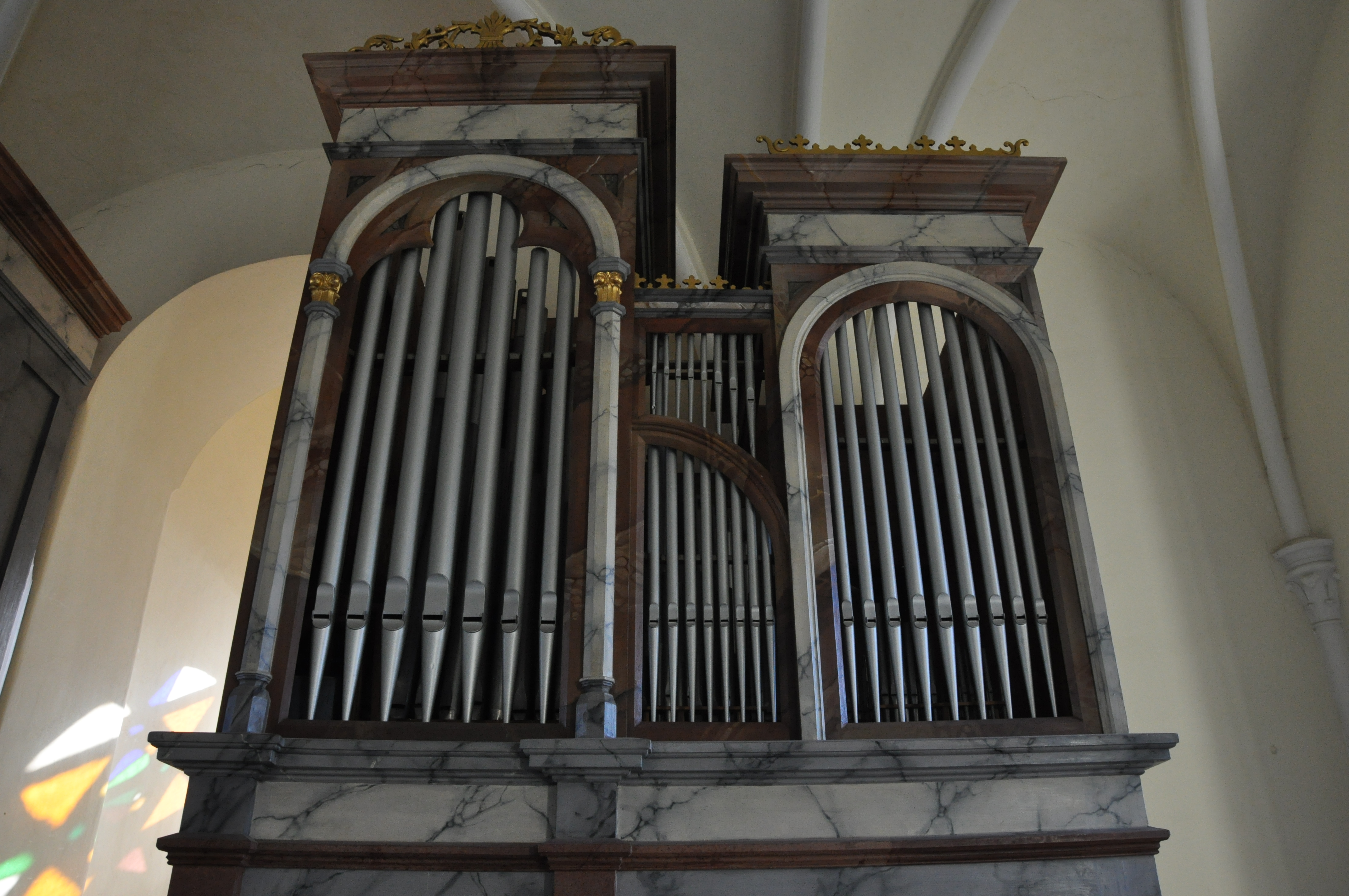
Kostelní varhany